# 벨로그라드치크

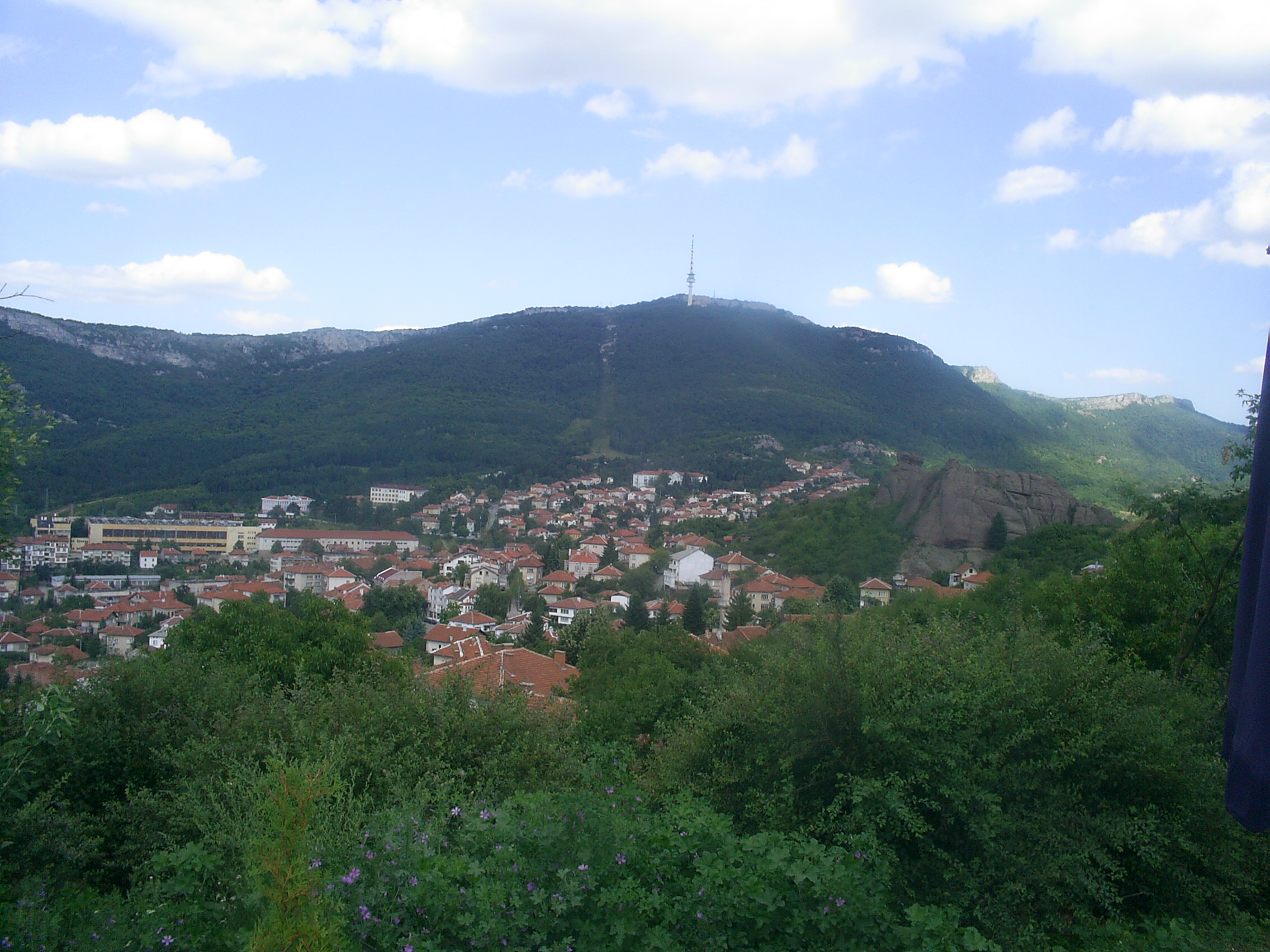
벨로그라드치크

벨로그라드치크(불가리아어: Белоградчик)는 불가리아 북서부 비딘 주에 위치한 도시로 높이는 522m, 인구는 5,334명(2009년 12월 31일 기준)이다. 도시 이름은 불가리아어로 "작은 하얀색 마을"을 뜻한다.
발칸산맥 기슭과 접하며 서쪽으로는 세르비아와 국경을 접한다. 중세 시대에 건립된 벨로그라드치크 요새가 위치한 관광지이며 벨로그라드치크에서 25km 정도 떨어진 지점에는 선사 시대에 제작된 벽화가 남아 있는 마구라 동굴이 위치한다.

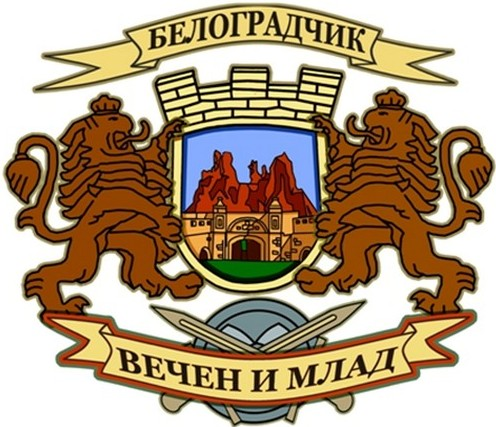
시 문장